# Santo Varão
Santo Varão is een plaats (freguesia) in de Portugese gemeente Montemor-o-Velho en telt 1502 inwoners (2001).